# Wiśniewa (przystanek kolejowy)
Wiśniewa – dawny wąskotorowy przystanek kolejowy w Wiśniewie, w woj. wielkopolskim, w Polsce. Przystanek znajdował się na północ od budynków PGR, przy drodze do Kopydłowa, na 15. kilometrze linii Jabłonka Słupecka – Wilczyn.